# タコノマクラ目
タコノマクラ目（タコノマクラもく、Clypeasteroida）は、ウニ綱に分類される目。

## 分布
全世界の浅海域から深海域にかけて。日本近海にはタコノマクラ属Clypeasterのみ分布する。

## 形態
殻は扁平な円盤形で、殻板背面の孔対に花紋が形成される。カシパン類に似るが、花紋部が全板と半板で構成されることや、センベイウニ類を除いて殻に膨らみがあること、耳状骨が2対となる点で区別できる。生殖孔はセンベイウニ類では4個、タコノマクラ属では5個ある。

## 分類
不正形類の1グループであり、現生群はタコノマクラ亜目Clypeasterinaのみで構成される。以前はカシパン類をカシパン亜目Laganinaあるいはヨウミャクカシパン亜目Scutellinaとして含めていたが、遺伝子解析により本目とは異なる系統とされ、独立したカシパン目Scutellinaとして分割する意見もある。またWorld Echinoidea Database (2023) では、カシパン類をScutelloida亜目としてマンジュウウニ目Echinolampadoida・アメリカマンジュウウニ目CassiduloidaとともにEchinolampadacea目にまとめている。
現生科はタコノマクラ科のみで、ほかに2つの絶滅科が知られている。現生科としてセンベイウニ科Archnoididaeを認める説もあるが、World Echinoidea Database (2023) ではタコノマクラ科に含めている。
以下の分類は、World Echinoidea Database (2023) に従う（†は絶滅群）。和名がある種については、望月ほか (2008)・田中ほか (2019) に従って掲載した。
- タコノマクラ科 Clypeasteridae
  - (亜科) Ammotrophinae
    - Ammotrophus
    - Monostychia†

  - (亜科) Arachnoidinae
    - Arachnoides
      - センベイウニ Arachnoides placenta

    - Fellaster

  - (亜科) Clypeasterinae
    - タコノマクラ属 Clypeaster
      - タコノマクラ Clypeaster japonicus
      - ユメマクラ Clypeaster oshimensis
      - ヤマタカタコノマクラ Clypeaster virescens
      - ヒメタコノマクラ Clypeaster reticulatus
      - シーサーノマクラ Clypeaster telurus
- (科) Fossulasteridae†
  - Fossulaster†
- (科) Scutellinoididae†
  - Philipaster†
  - Prowillungaster†
  - Scutellinoides†
  - Willungaster†

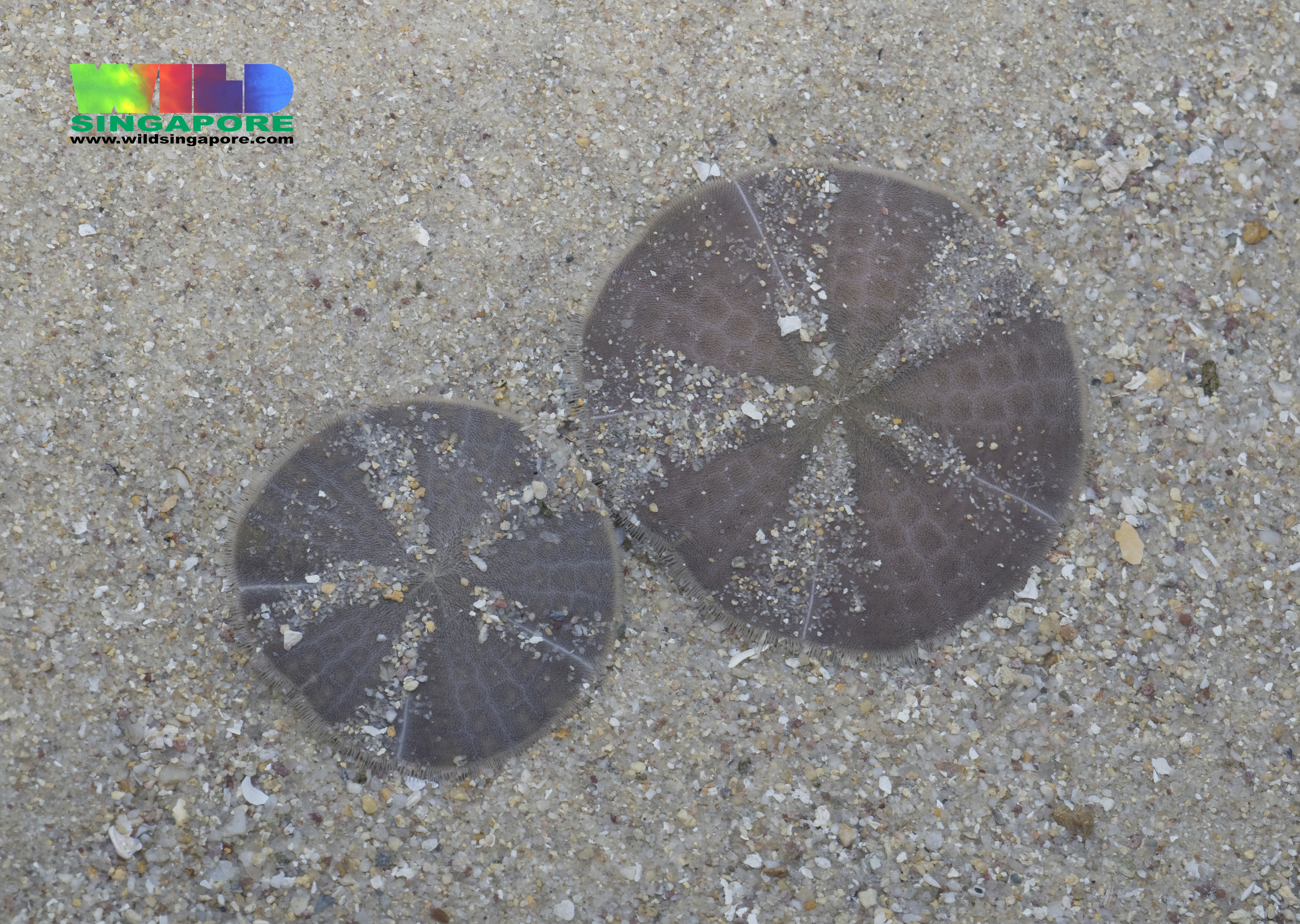
センベイウニArachnoides placenta
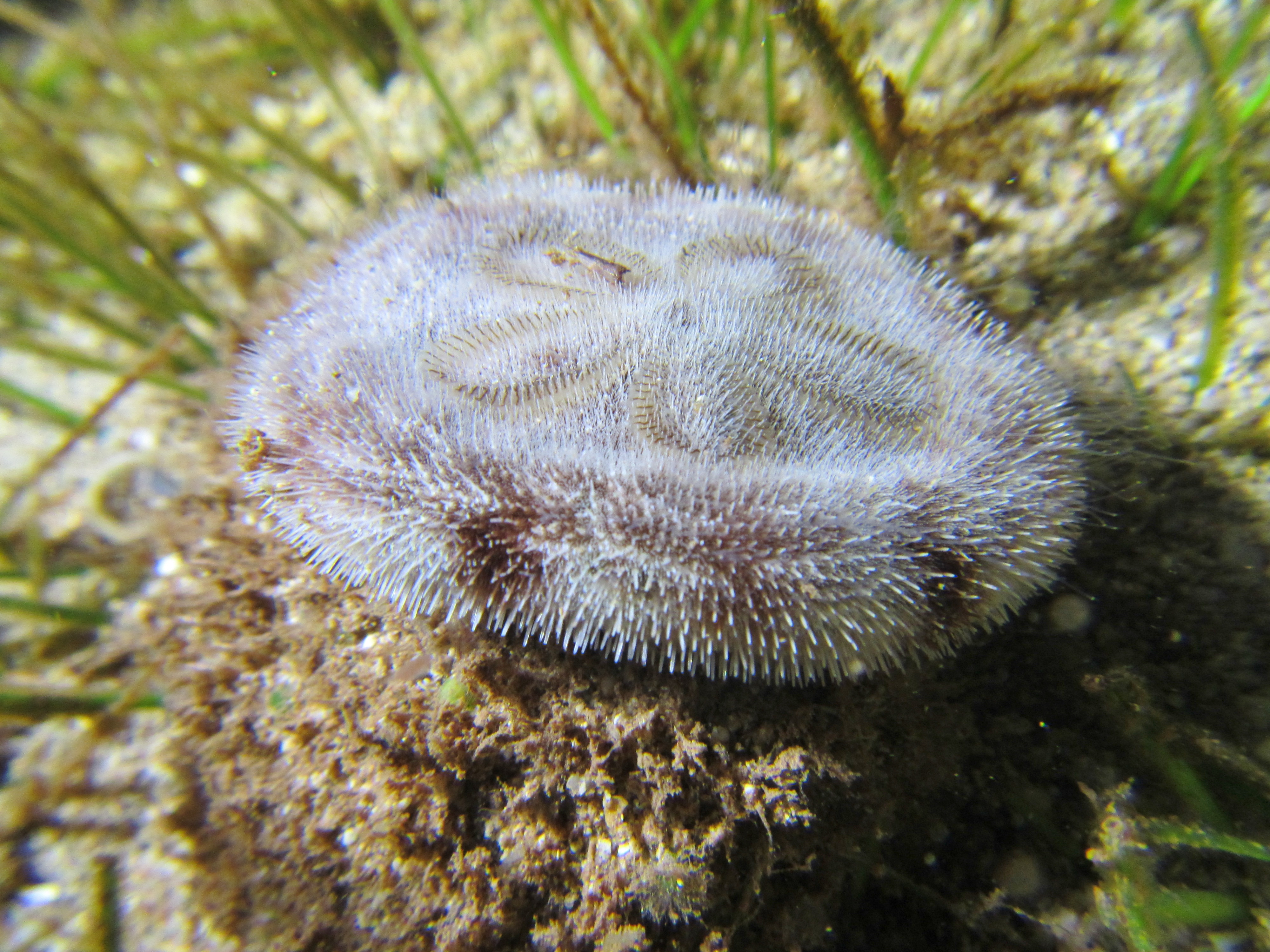
ヒメタコノマクラClypeaster reticulatus
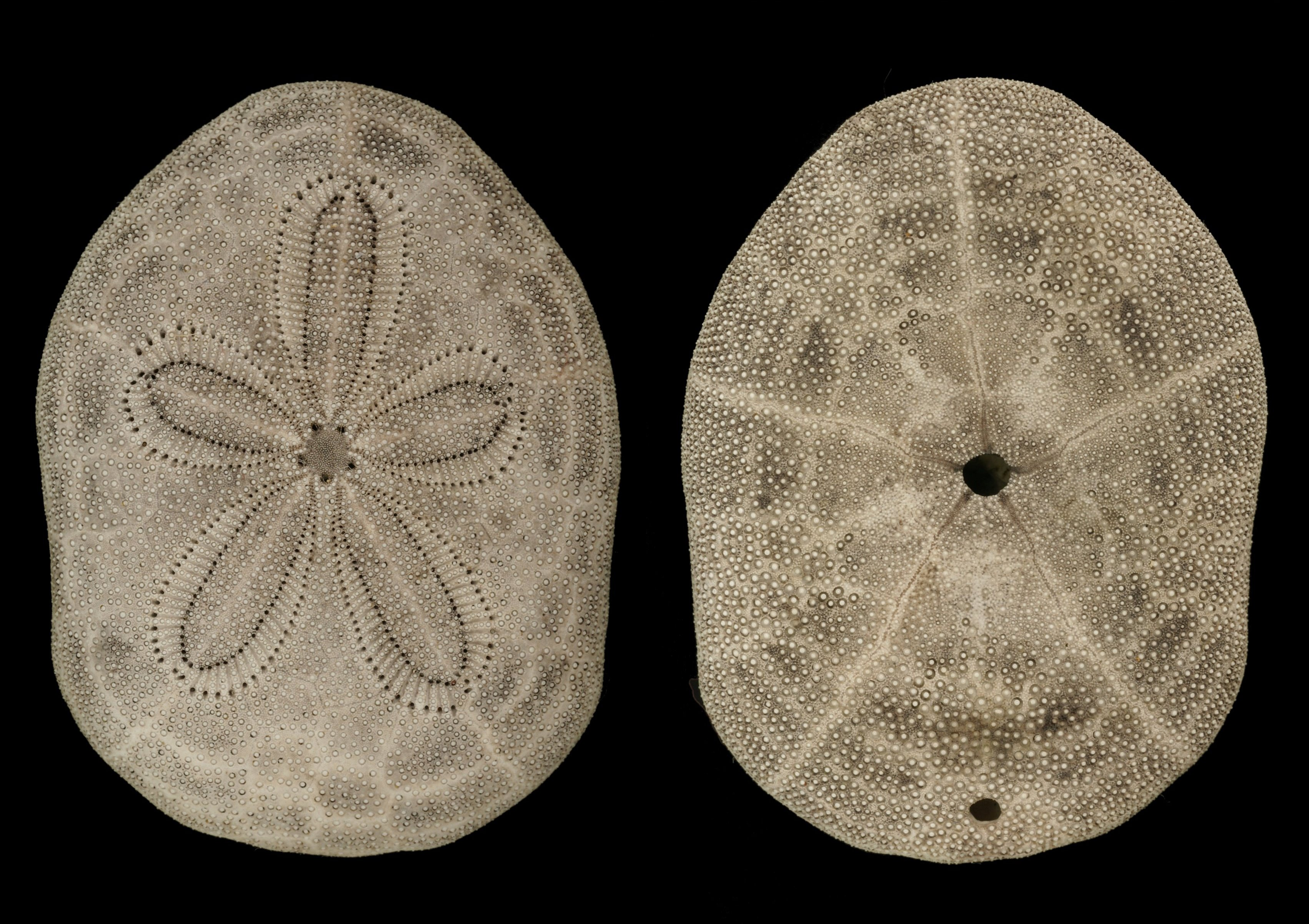
ヒメタコノマクラの殻（反口側・口側）
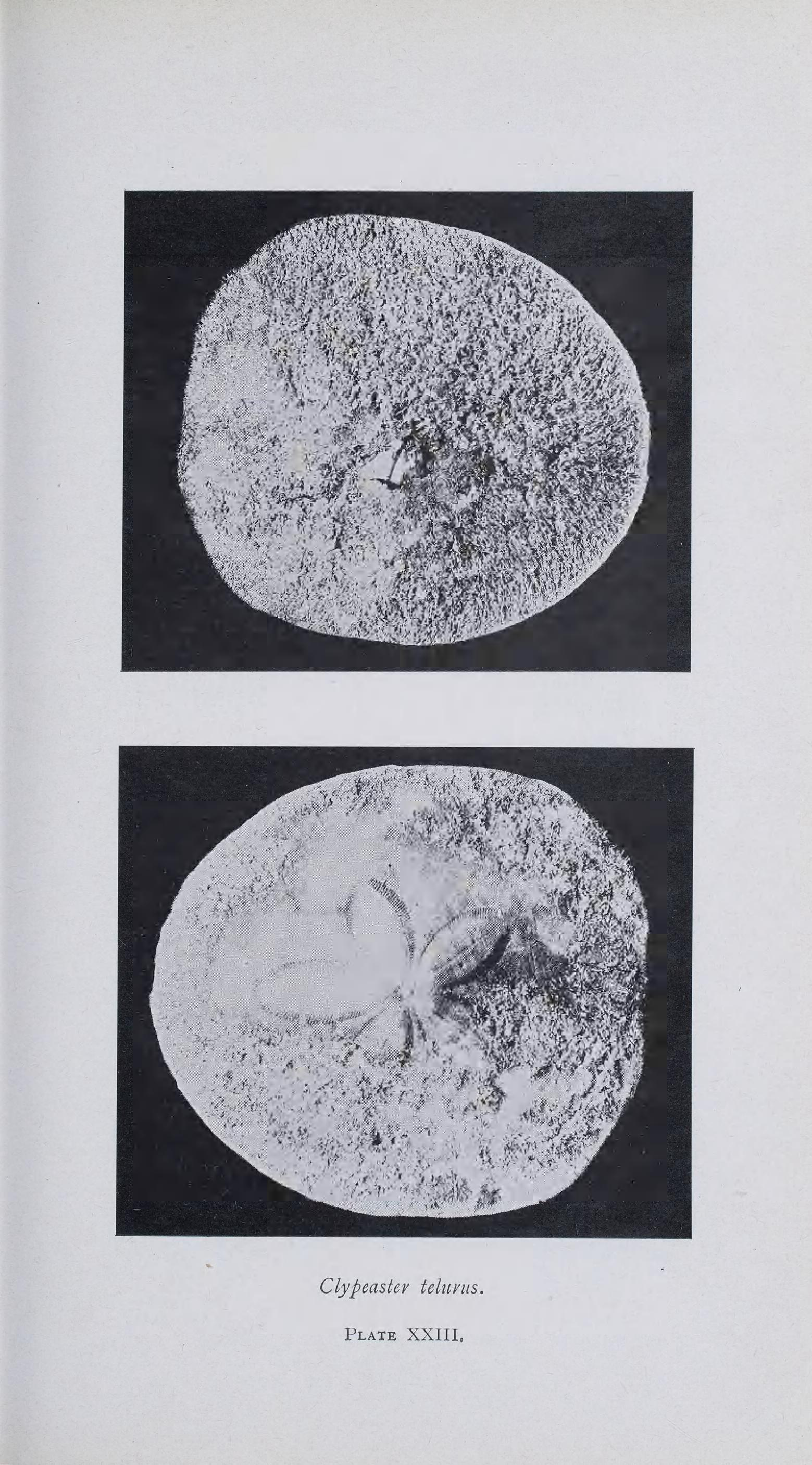
シーサーノマクラClypeaster telurus
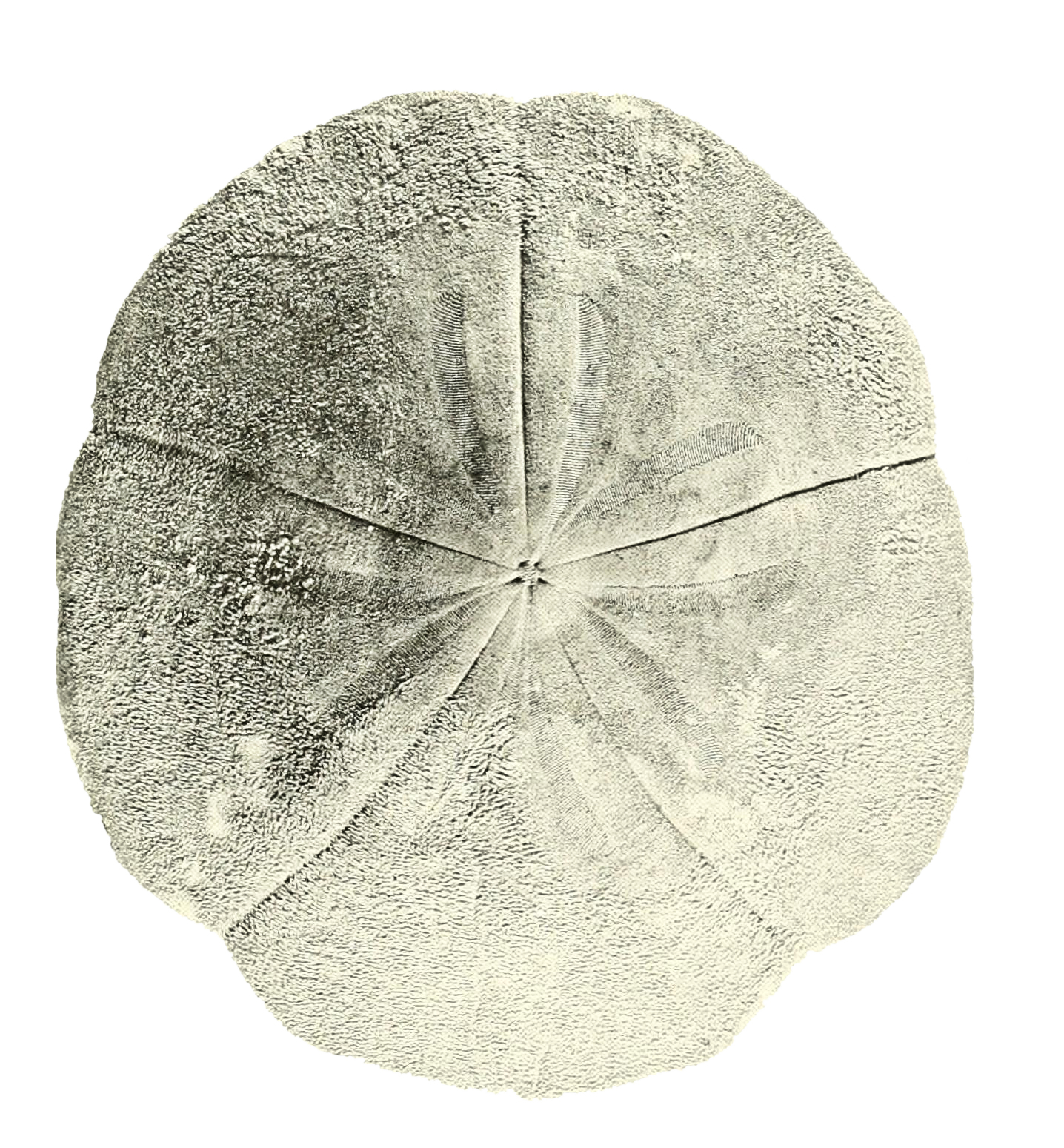
Ammotrophus arachnoides
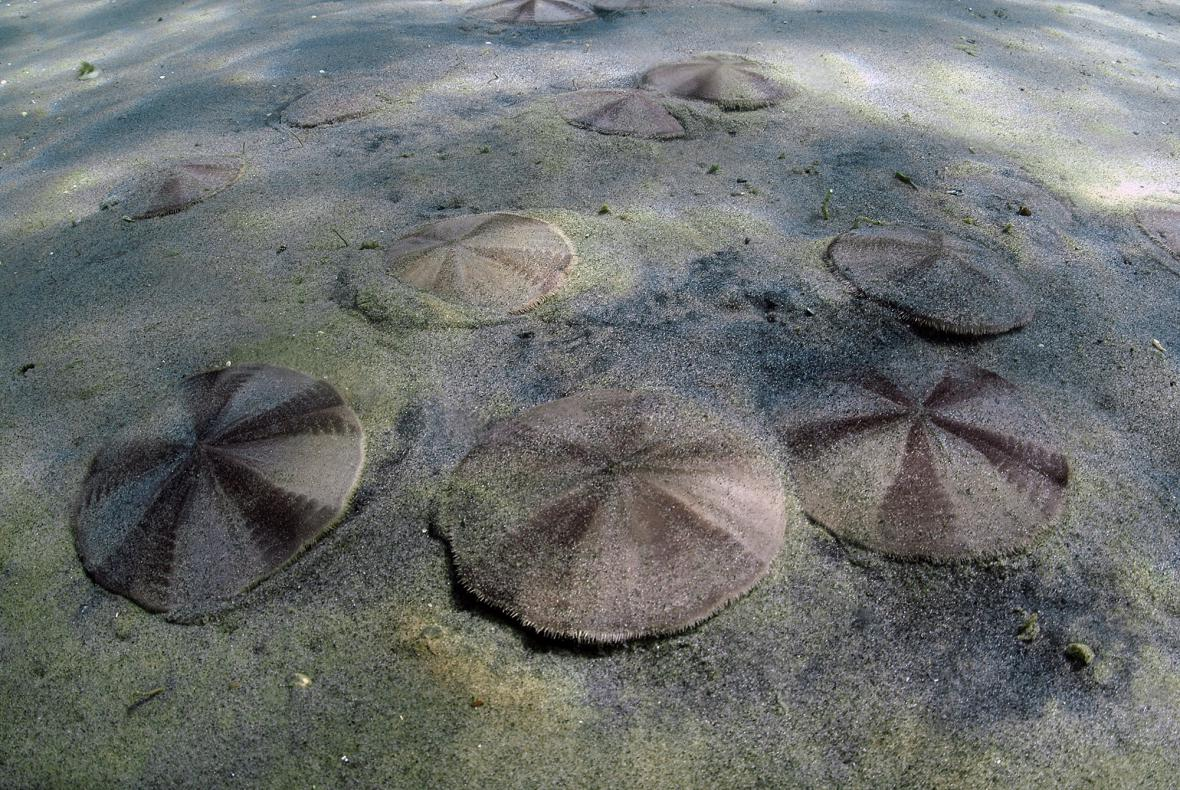
Fellaster zelandiae

## 生態
砂泥に潜って生活し、有機物や微生物を食べる。

## 人間との関係
英名はsea biscuitsで、殻の形状に由来する。和名の「タコノマクラ」は、江戸時代にはヒトデ類やクモヒトデ類、カシパン類を指す呼称として使われており、本目の構成種には使用されていなかった。その後1883年にカリブ海産のClypeaster subdepressusに対して使用され、1890年以降は日本産のC. japonicusの和名として定着している。